# 古薩奇夫卡
50°3′4″N 30°38′37″E / 50.05111°N 30.64361°E

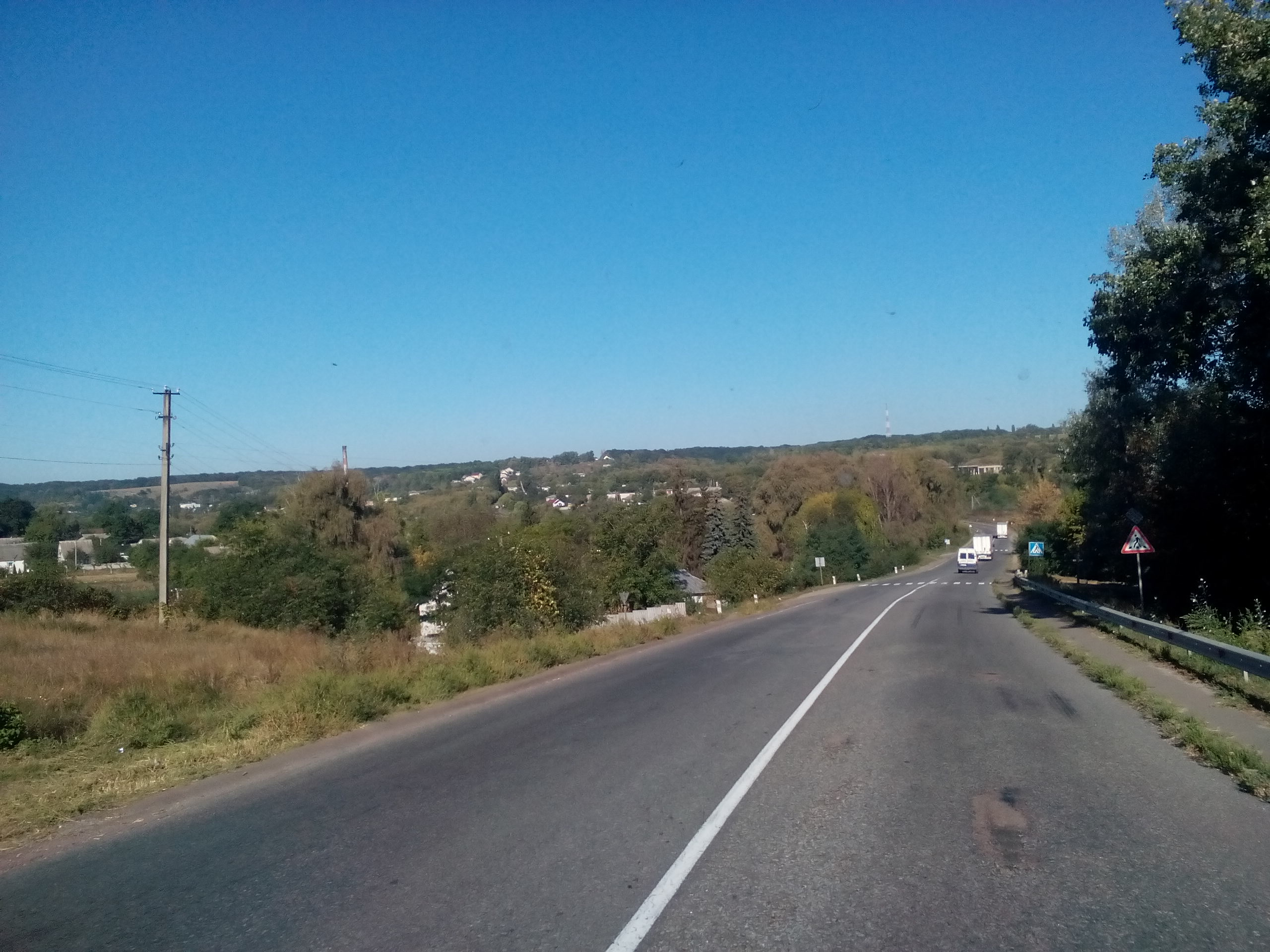

胡薩奇夫卡（烏克蘭語：Гусачівка）是位於烏克蘭北部的村莊，由基辅州奧布希夫區的奧布希夫市鎮負責管轄。該村始建於1500年，面積0.01平方公里，海拔高度114米，2001年人口741，人口密度每平方公里57,000人。